# Hilly Martinek
Hilke „Hilly“ Martinek (* 9. September 1977 in Cuxhaven als Hilke Tiedemann) ist eine deutsche Drehbuchautorin und Buchautorin.
Tiedemann wurde als Tochter von Christa und Hans-Peter Tiedemann (1945–2012; später Samtgemeindedirektor der Samtgemeinde Sietland) geboren und wuchs in Ihlienworth auf. Sie absolvierte ihr Abitur am Gymnasium Otterndorf und zog danach nach Hamburg, um dort eine Ausbildung zur Reiseverkehrskauffrau zu durchlaufen.
Am 9. September 1999 heiratete sie den Drehbuchautor Krystian Martinek, mit dem sie drei Kinder hat und in Hamburg-Eppendorf lebt. Dieser war zuvor mit Lisa Martinek verheiratet.
Seit 2002 schreibt sie selbst Drehbücher. Das Drehbuch zum Film Honig im Kopf ist ihr bisher größter Erfolg und basiert auf ihren Erfahrungen bei der Pflege ihres Vaters.
Mit Marmelade im Herzen erschien am 28. Juni 2018 ihr erster Roman. Seit Herbst 2022 ist Martinek Mitglied der Deutschen Filmakademie.

## Filmografie
als Drehbuchautorin
- 2002: St. Angela (Fernsehserie)
- 2003: Der Pfundskerl (Fernsehserie)
- 2004–2013: Das Traumhotel (Filmreihe)
  - 2004: Verliebt auf Mauritius
  - 2005: Zauber von Bali
  - 2006: Seychellen
  - 2007: Afrika
  - 2010: Chiang Mai
  - 2011: Malediven
  - 2012: Brasilien
  - 2012: Vietnam
  - 2013: Myanmar
- 2014: Honig im Kopf (auch als Schauspielerin)
- 2018: Head Full of Honey (gemeinsam mit Til Schweiger)
- 2019: Rocca verändert die Welt
- 2021: Generation Beziehungsunfähig